# Янчин (ґміна)
Гміна Янчин (Пол. Gmina Janczyn) — колишня, сільська гміна Перемишлянського повіту, Тернопільського воєводства, Польської республіки (1918—1939).
Центром гміни було село Янчин.
1 серпня 1934 р. було створено гміну Янчин у Перемишлянському повіті. До неї увійшли сільські громади: Бачув, Білка, Блотня, Дусанув, Янчин, Костенюв, Подусільна іПодусув.
У 1934 р. територія гміни становила 114,98 км². Населення гміни, станом на 1931 рік, — становило: 9 674 особи. На той час нараховувалось: 1 716 житлових будинків.
В 1940 р. – гміна була ліквідована, у зв'язку з утворенням району.